# 陸贄

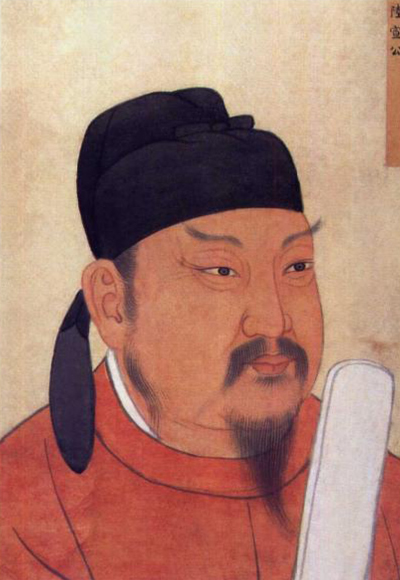
陸贄像，清宮殿藏畫本

陸贄（754年—805年），字敬輿，苏州嘉兴县（今浙江省嘉兴市人），祖籍吴郡吴县（今江苏省苏州市），唐代政治家、文学家、医学家，德宗朝翰林学士、宰相，謚曰宣，后世常稱陸宣公。

## 簡介
陆贽出自吴郡陆氏侍郎支，祖父陆齐政官至富平令，父親陸侃曾任溧陽（江蘇溧陽）縣令，早年逝去，贄受母親韋氏教育長大。大曆六年（771年）舉進士第六名，歷授華州鄭縣尉，渭南縣主簿，德宗建中初年遷監察御史。
建中四年陆贽被召為翰林學士。時兩河用兵，他善於分析軍事形勢，並預測可能兵變。建中四年（783年）果然爆發涇原兵變，德宗避朱泚之亂於奉天（今陕西乾县），轉為考功郎中，詔書多出其手，唐德宗发布了《罪己诏》，即由陆贽起草《奉天改元大赦制》：“然以长于深宫之中，暗于经国之务。积习易溺，居安忘危，不知稼穑之艰难，不察征戍之劳苦……天谴于上而朕不悟，人怨于下而朕不知……罪实在予，永言愧悼。”深受德宗重視。
貞元八年（792年）窦参获罪，出任中书侍郎同平章事即宰相，曾上疏反對兩稅法，陸贄說兩稅法有七弊。《通鉴》经常载入“陆贽上言”，卷234详录陆贽“请均节财赋，凡六条”。德宗雖然欣賞他的言論，但卻不採用。他對戶部侍郎裴延齡當時靠獻媚得寵於天子十分憤慨，屢次在朝上當面力陳這樣做的不宜之處，贞元十年（794年）年末，遭裴延龄诬陷，被降为太子宾客。
陸贄當初受到唐德宗賞識，不敢因為怕言禍而噤口，有話都直言，朋友勸他，認為這樣做過了，他答道：“我對上不辜負天子，對下不辜負我所學到的知識，我不留戀其他的事物。”
贞元十一年（795年），裴延龄誣陷陆贽煽动军心，德宗本欲杀陆贽，在谏议大夫阳城、归登、张万福等人的进谏下，德宗不得已只好将陆贽貶为忠州（今重庆忠州区）別駕，同时任命与陆贽有嫌隙的明州长史李吉甫任忠州刺史，想要借刀杀人。而李吉甫欣然厚礼，并不衔恨之前陆贽贬谪自己的事情，以宰相之礼厚待陆贽。
陆贽在忠州十年，深居简出，抄集药方成《陆氏集验方》五十卷。后来刺史薛延代替李吉甫出任忠州刺史，薛延叩辞陛谢德宗时，德宗令薛延向陆贽宣旨慰安。剑南西川节度使韦皋也多次上表请求陆贽接替自己任节度使，德宗亦不许。
永贞元年（805年）正月，唐顺宗即位，下诏召回陆贽，诏书未至而陆贽已卒，時年五十二歲。七月初九，追赠陆贽为兵部尚書，并赐给其家人钱二百贯，命令所在州县提供驿递之便，以助办丧事，諡號曰「宣」。
陆贽有著述多種，流傳有《翰苑集》（《陸宣公集》），同时代的宰相权德舆將他比作漢朝的賈誼。曾國藩也曾稱讚并推薦過陸贄的文章。

## 为政措施

### 改革官员守选制度

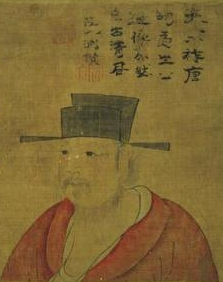
《宋人繪陸贄像》，現藏於台灣故宮博物院

《新唐书》卷四五《选举志下》：“初，吏部岁常集人，其后三数岁一集，选人猥至，文簿纷杂，吏因得以为奸利，士至蹉跌，或十年不得官，而阙员亦累岁不补。陆贽为相，乃惩其弊，命吏部据内外员三分之，计阙集人，岁以为常。”
根据学者陈铁民的研究，唐代士人科举及第后以及六品以下官员任满后需要守选才能参加吏部铨选获取官职，因为每年的官缺数量是相对固定有限的，大概在2000到4000之间，随着时间的推移，每年新入仕的士子和前资官数量不断累积，有限官缺和数量庞大的选人之间矛盾越来越突出，官缺经年得不到补充，有的士人十年都无法获得一个官职。陆贽实行“计阙集人”的办法，首先将每年官缺根据内外官不同的性质一分为三，根据每一年度的具体官缺数量来确定本年度符合条件参与吏部铨选的选人数量，大大减少每年参选的选人数量，使官缺选人数量大致保持一致，使得该年度赴京参选的选人都能获得官职。

## 家庭
- 祖父：陆齐政，富平令
- 父亲：陆侃，溧阳令，母亲韦氏
- 弟弟：陆赓，官至京兆府法曹参军；陆赏
- 妻子：韦氏，同州长史韦微长女[8]
- 儿子：陆简礼，兵部郎中
- 女儿：陆氏，嫁兵部尚书归融[9]，封越国夫人

## 延伸阅读
[在维基数据编辑]
 在维基文库阅读此作者作品（ 在维基共享资源阅览影像）
 《舊唐書·卷139》，出自刘昫《舊唐書》
 《新唐書·卷157》，出自《新唐書》

## 外部連結
- 陸贄 :葛氏評点陸宣公奏議. 巻1-4 / 陸贄 撰 ; 葛端調 評点 ; 桑原忱 較訂 （页面存档备份，存于）
- 石川安貞注: (陸贄)陸宣公全集二十四卷 - 唐 陸贄 撰, 日本 石川安貞 注, 景寛政二年 序, 名古屋永樂屋東四郎等刊本 ( 栗田慶雲堂, 1886 ) （页面存档备份，存于）
- 陸贄 : 陸宣公奏議. 巻第1-12 ( 日本早稲田大学蔵書 ) （页面存档备份，存于）